# P波模量
在线性弹性力学中，P波模量{\displaystyle M}，或称纵向弹性模量是用於描述各向同性均质材料的弹性模量。
其定义为单轴应变下轴向应力与轴向应变的比：
{\displaystyle \sigma _{zz}=M\epsilon _{zz}}
而其他所有的应变{\displaystyle \epsilon _{**}}均为零。
上式等价於
{\displaystyle M=\rho V_{p}^{2}}
其中{\displaystyle V_{P}}是P波速度。